# Förintelsen i Oberoende staten Kroatien

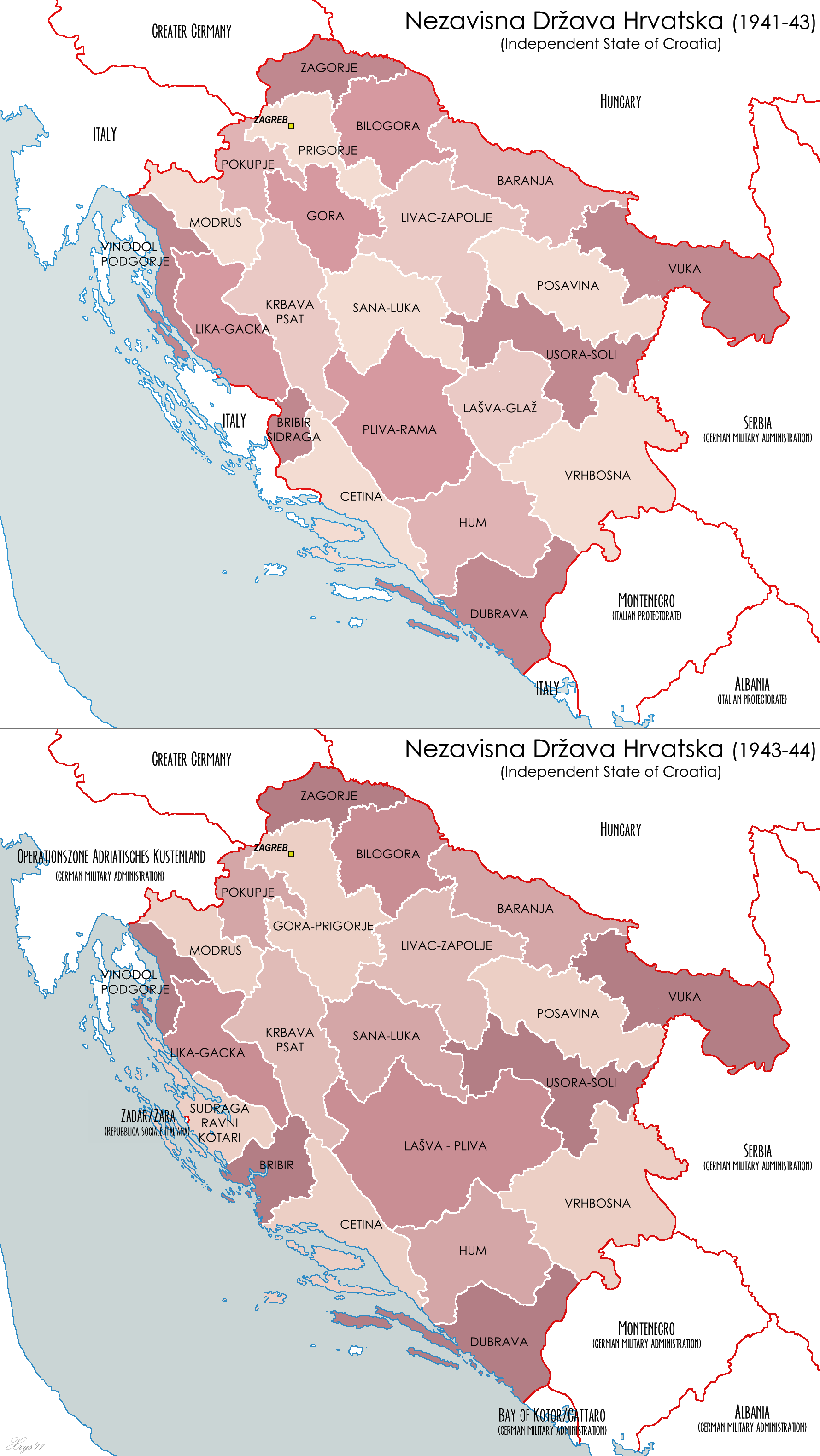
Oberoende staten Kroatien 1941–1943 och 1943–1944.

Förintelsen i Oberoende staten Kroatien syftar på nazisternas (Ustaša) och deras kollaboratörers massmord på judar i Oberoende staten Kroatien, som bestod av dagens Kroatien, Bosnien och Hercegovina samt Srems östra delar.
Den 6 april 1941 invaderade Tyskland Kungariket Jugoslavien och fyra dagar senare, den 10 april, upprättades Oberoende staten Kroatien (Nezavisna Država Hrvatska, NDH), en tysk marionettstat som styrdes av Ustaša med Ante Pavelić som riksföreståndare. NDH:s raslagar antogs den 30 april 1941 och innebar bland annat att det ariska blodet och det kroatiska folkets ära skulle skyddas. Mellan 30 000 och 40 000 judar levde i NDH i april 1941. Den judiska befolkningen mördades dels i inhemska läger, dels i nazisternas förintelseläger i Auschwitz och i Generalguvernementet.

## Lista över koncentrationsläger
- Sajmište
- Sremska Mitrovica
- Đakovo
- Vinkovci
- Osijek
- Tenski Antunovac
- Slavonska Požega
- Stara Gradiška
- Jablanac
- Mlaka
- Jasenovac
- Bodegraj
- Lađevac
- Rajići
- Paklenica
- Grabovac
- Garešnica
- Sisak
- Caprag
- Gospić
- Jadovno
- Slana (läger för kvinnor)
- Slana (läger för män)
- Ogulin
- Cerovljani
- Prijedor
- Kruščica
- Zenica
- Sarajevo
- Vlasenica (Han Pijesak)
- Podromanija (Kasarna)
- Rogatica
- Višegrad
- Pale
- Modriča
- Doboj
- Maglaj
- Šekovići
- Jastrebarsko
- Gacko
- Bakar